# Luronium natans
Luronium natans là một loài thực vật có hoa trong họ Alismataceae. Loài này được (L.) Raf. mô tả khoa học đầu tiên năm 1840.

## Hình ảnh

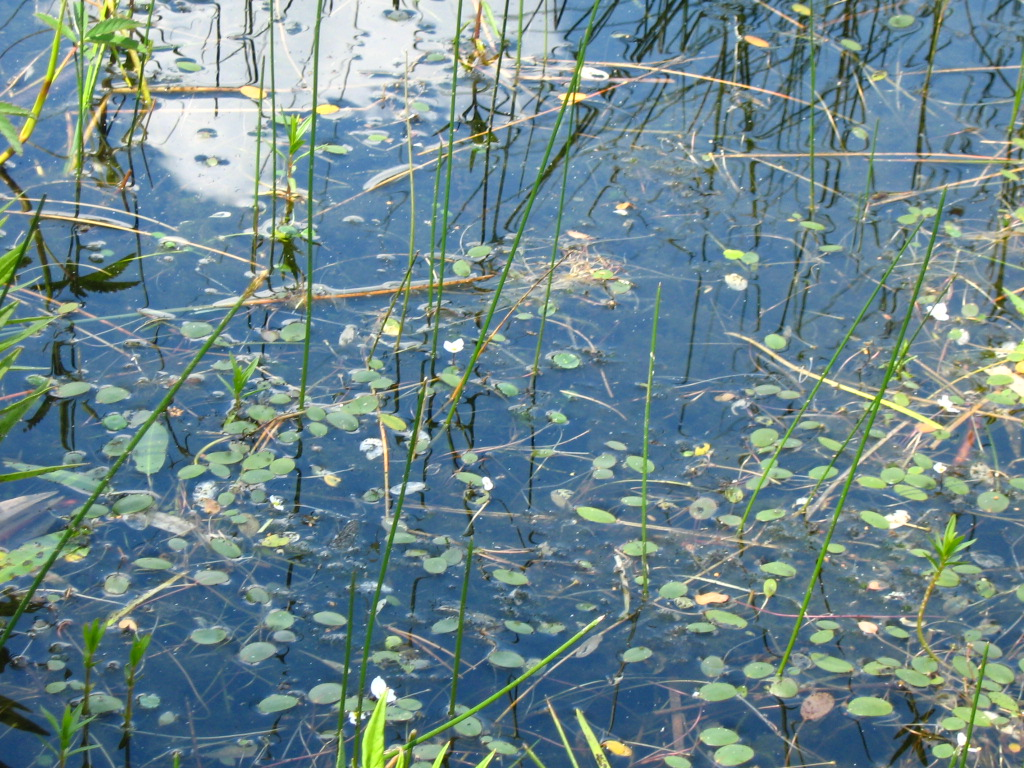
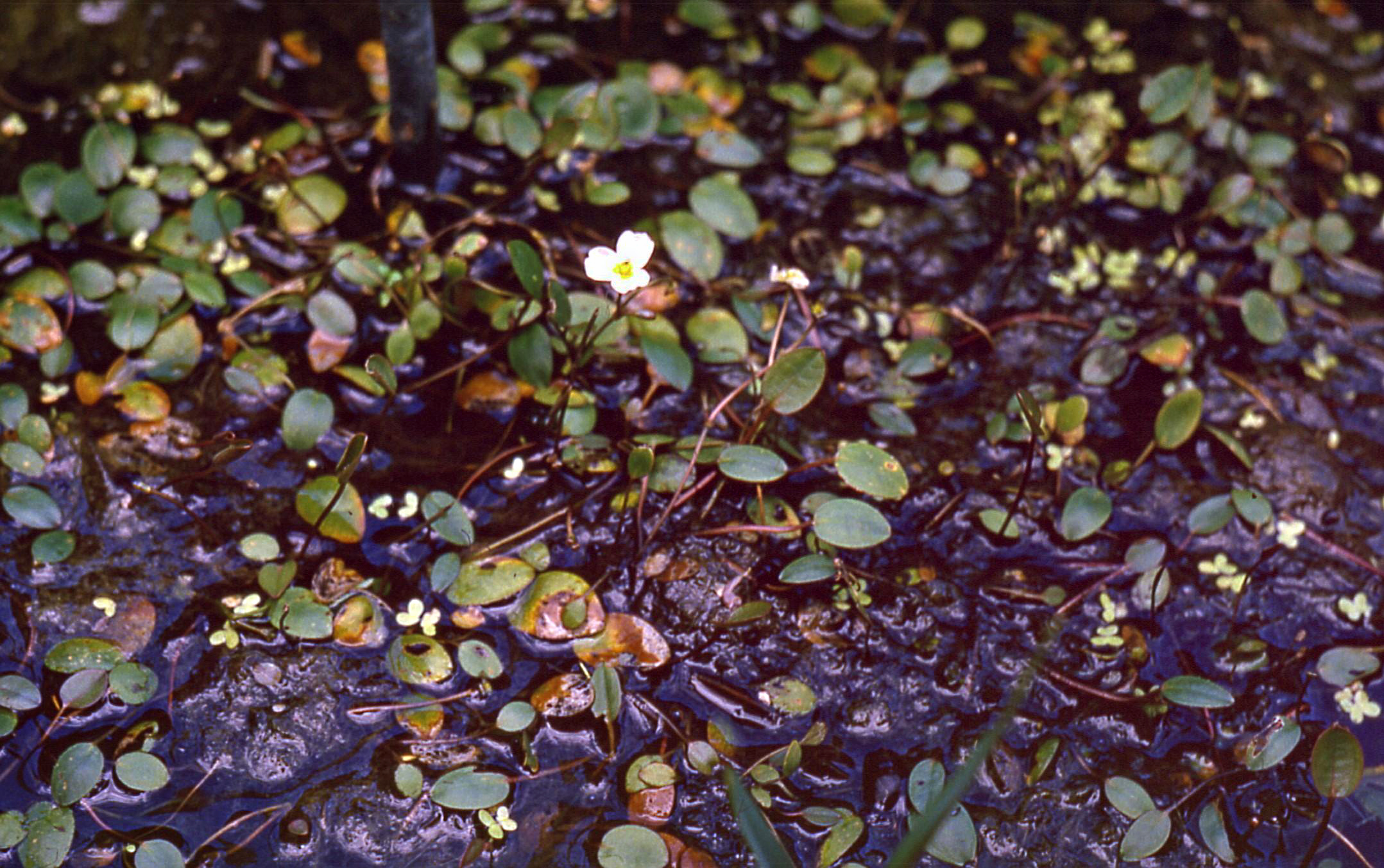
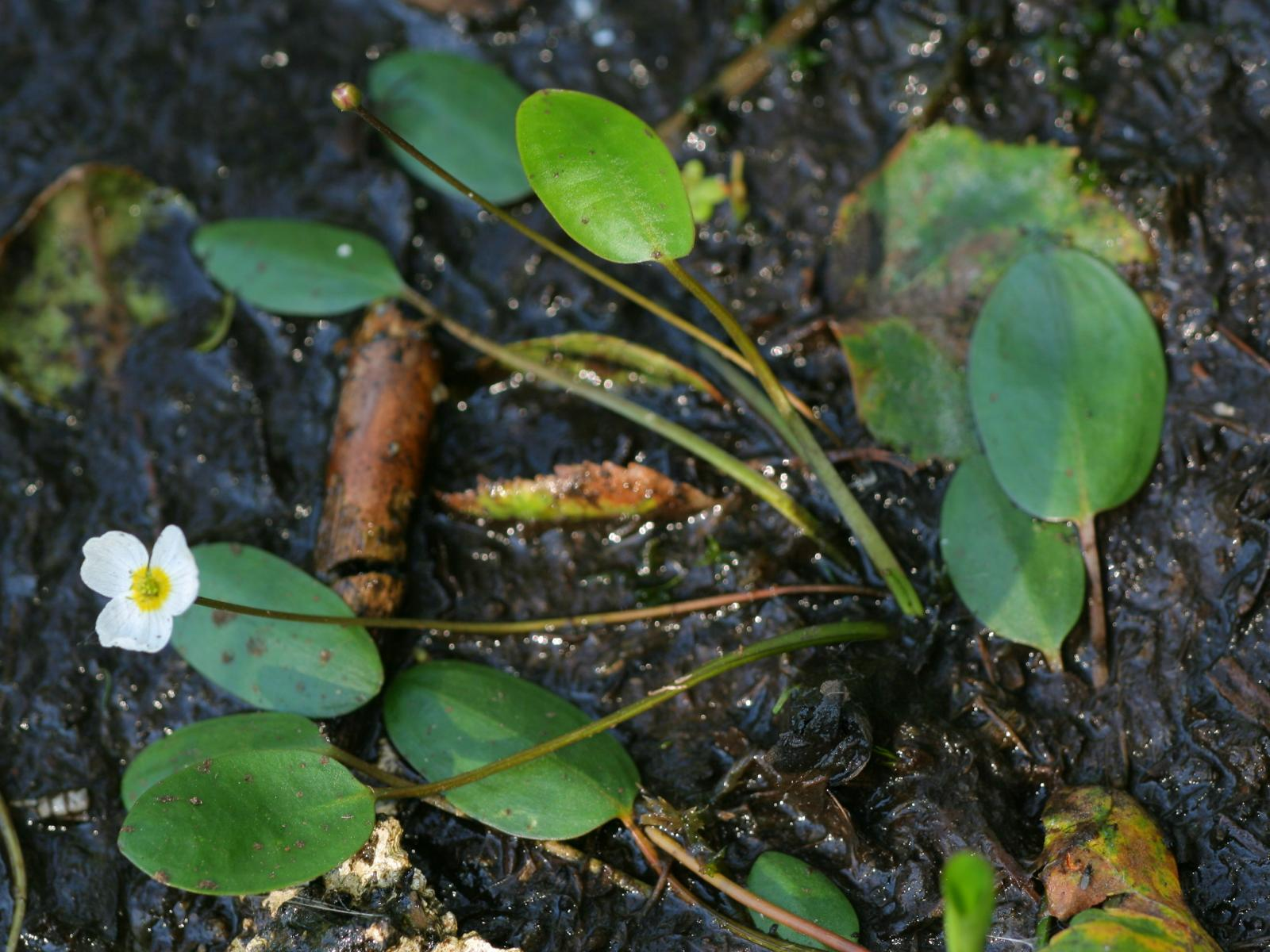
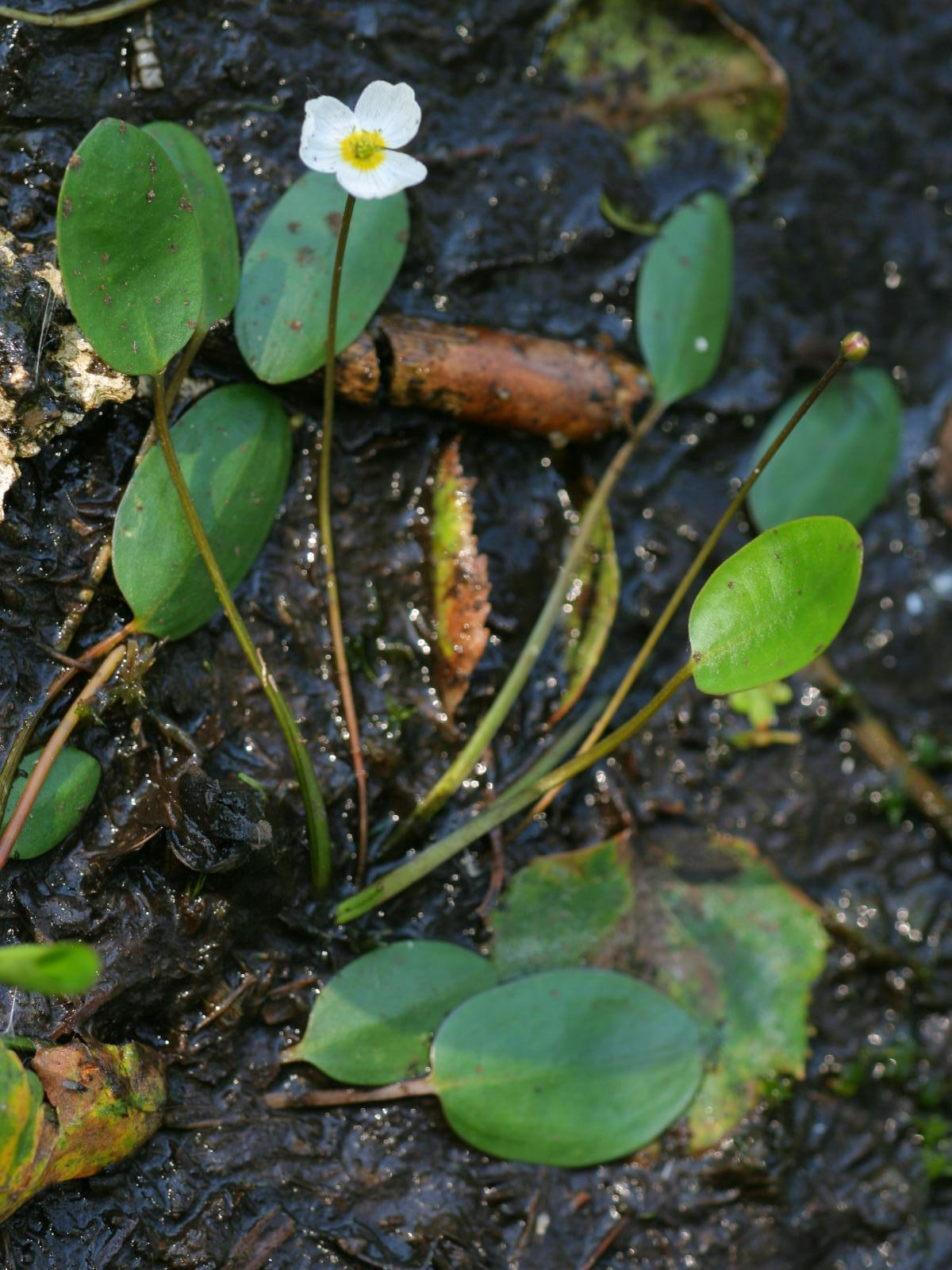
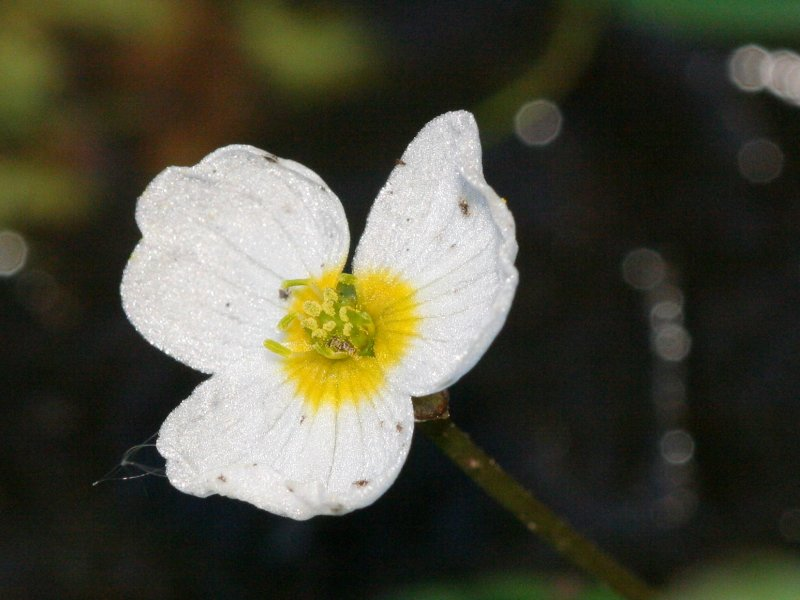
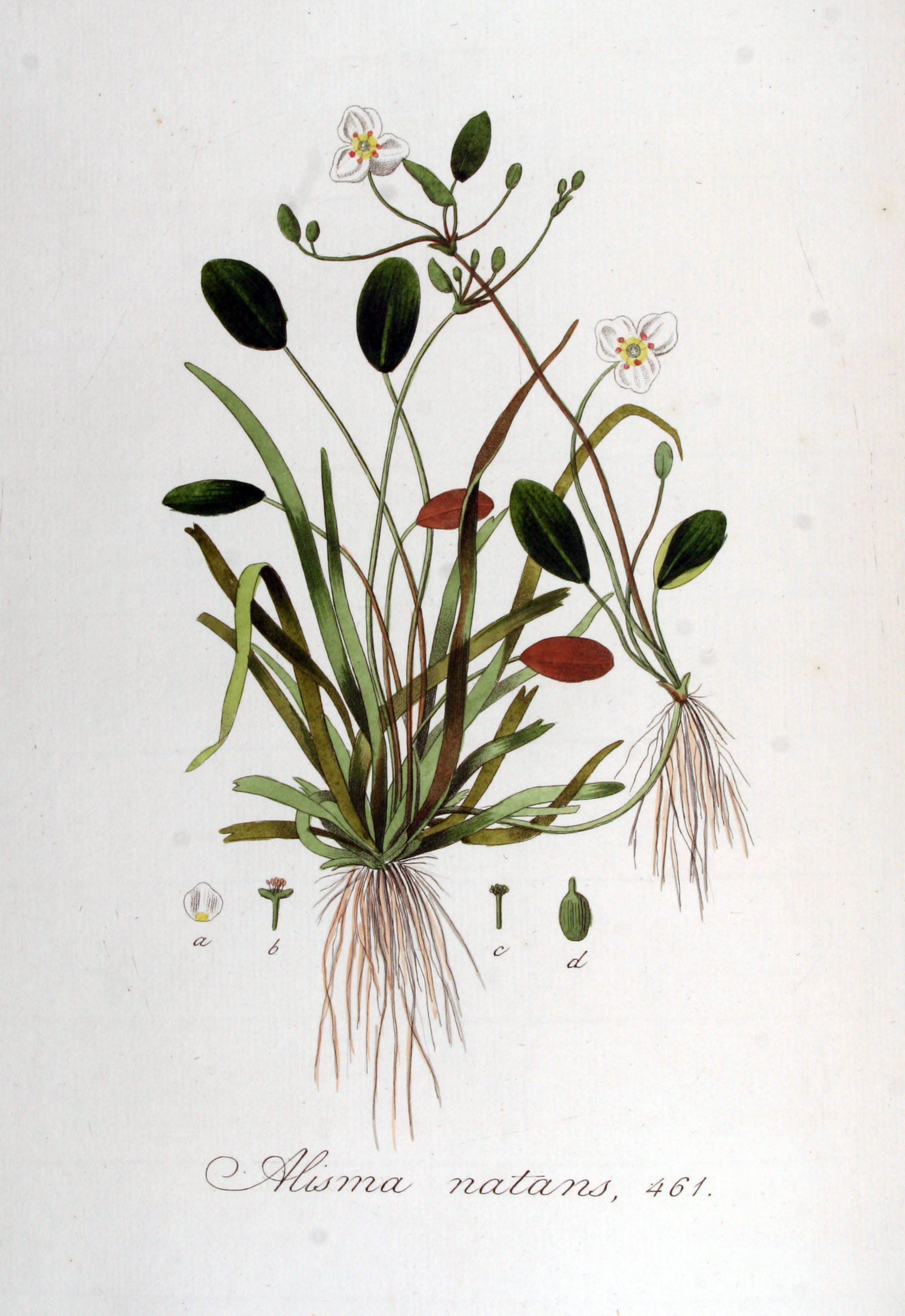
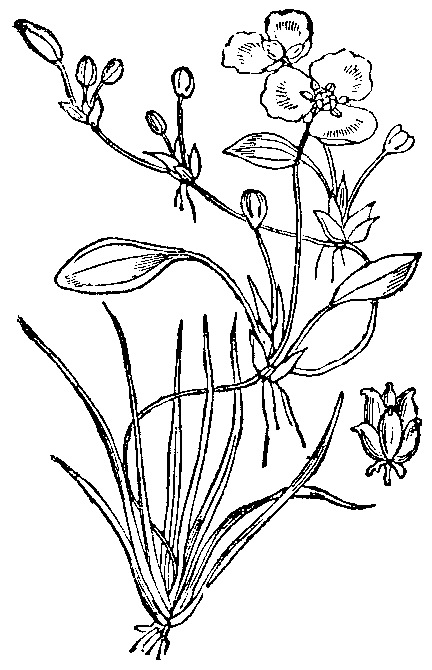